# 10276 Matney
10276 Matney eller 1981 EK23 är en asteroid i huvudbältet som upptäcktes den 3 mars 1981 av den amerikanska astronomen Schelte J. Bus vid Siding Spring-observatoriet. Den är uppkallad efter Mark Matney.
Asteroiden har en diameter på ungefär 6 kilometer.